# أوتوني في الفيلا
أوتوني في الفيلا" (Ottone in villa, RV 729) هي أوبرا مكونة من ثلاثة فصول، ألفها الموسيقار أنطونيو فيفالدي، مع نص إيطالي من كتابة دومينيكو لالي، الاسم المستعار لسيباستيانو بيانكاردي. تُعد هذه الأوبرا الأولى لفيفالدي، وقد عُرضت لأول مرة في 17 مايو 1713 على مسرح Teatro delle Garzerie في مدينة فيتشنزا الإيطالية.
تدور أحداث الأوبرا في روما القديمة، حيث استند لالي في نصه إلى الأوبرا الساخرة "ميسالينا" التي كتبها فرانشيسكو ماريا بيتشولي لأوبرا كارلو بالافيتشينو عام 1679. ومع ذلك، قام لالي بإجراء تعديلات على الشخصيات، إذ استبدل شخصية "ميسالينا" بشخصية خيالية تُدعى "كليونيلّا"، كما حول شخصية الإمبراطور الروماني كلوديوس إلى الإمبراطور "أوتو" (أوتوني). وتجدر الإشارة إلى أن شخصية أوتو كانت قد ظهرت سابقًا في أوبرا "تتويج بوبيا" التي ألفها مونتيفيردي عام 1642، وأيضًا في أوبرا "أغريبينا" التي كتبها هاندل عام 1709.

## الأدوار
| دور                           | نوع الصوت        | العرض الأول، 17 مايو 1713     |
| ----------------------------- | ---------------- | ----------------------------- |
| كليونيلا                      | سوبرانو          | آنا ماريا جوستي "لا رومانينا" |
| أوثو                          | رنان             | ديانا فيكو                    |
| كايو سيليو                    | سوبرانو كاستراتو | بارتولوميو بارتولي            |
| ديسيو                         | صادح             | جيتانو موسي                   |
| توليا (متنكرة بزي "أوستيليو") | سوبرانو          | مارغريتا فازولي               |

## ملخص
الإمبراطور الروماني أوتوني مغرم بكليونيلّا، التي لا تستطيع مقاومة مغازلة شابين رومانيين، أوستيليو وكايو. لكن أوستيليو في الحقيقة هو امرأة تُدعى توليا، تنكرت في هيئة رجل لأنها واقعة في حب كايو. تدبر توليا خطة لقتل كليونيلّا بدافع الغيرة، لكنها تحاول أولاً إقناعها بالتخلي عن علاقتها مع كايو. يشاهد كايو اللقاء ويسيء فهمه على أنه لقاء رومانسي. يقوم بتحذير أوتوني، الذي يأمره بقتل أوستيليو. قبل تنفيذ الأمر، تكشف أوستيليو عن هويتها الحقيقية كامرأة تُدعى توليا. تحاول كليونيلّا استرضاء أوتوني بالادعاء أنها كانت تعلم بالحقيقة منذ البداية. يصدقها أوتوني، وتُختتم الأوبرا بزواج توليا وكايو.